# 海からの使者
『海からの使者』（うみからのししゃ、The Messenger from the sea）は、2010年8月21日公開の日本のアニメ映画。

## 概要
のすふぇらとぅ製作の自主制作アニメーション映画。2000年7月にインターネット上で発表したGIFアニメーション『機動戦士のんちゃん』から人気となったシリーズで、2004年に公開された『雨に抱かれて』の続編に当たり、前編は2005年夏の『JAWACON 2005』公開に向け約4か月で製作され、その後約5年の歳月をかけ完成された。
2010年8月15日に夏のコミケットでDVD販売、8月21日より下北沢トリウッドで劇場公開。8月28日のイベント『竹ノ熊さん祭り』でも上映。
キャッチコピーは「戦いを放棄したまさにそのとき、新たな悪意が、町を破壊し始めた!」。

## ストーリー
10年ものあいだ果てしなき悪意と戦い続けてきたのんちゃんは戦いに疲れていた。しかし戦いをやめたのんちゃんの前に新たな敵が現れる。

## 登場キャラクター
ほとんどのキャラクターは活動漫画館のアニメーション作品から継続して登場している。
- のんちゃん
- Pちゃん
- Qちゃん
- ゴキゴキ
- 自動車君
- 宇宙人くん
- のんちゃんのお母さん
- かたつむり君
- ルカ
- いじめっ子たち
- 亀

## スタッフ
- 制作 - 活動漫画館
- 監督・演出・脚本・作画・編集 - のすふぇらとぅ
- 音楽 - 佐宗綾子（スーパースィープ）
- SE - 細江慎治（スーパースィープ）
- 編集協力 - うもとゆーじ（ウサギ王）
- プロデューサー - 竹熊健太郎
- コーディネーター - ルンパロ・チータ
- 広報 - 伊藤弘二、山下賢志
- スペシャルサンクス - 吉江晴絵
- DVD製作・販売・配給 - たけくま事務所
- イメージソング制作・販売 - Voltage of Imagination

## 楽曲
- オープニングイメージ曲『arise』
- 劇場版エンディングテーマ曲『monotone』
  - 作詞・歌唱 - 三澤秋 / 作曲・編曲 - onoken